# Fülöp-szigeteki bozótkakukk
A Fülöp-szigeteki bozótkakukk (Centropus viridis) a madarak osztályának kakukkalakúak (Cuculiformes) rendjébe, ezen belül a kakukkfélék (Cuculidae) családjába tartozó faj.

## Előfordulása
A Fülöp-szigetek területén honos.

## Alfajai
- Centropus viridis carpenteri
- Centropus viridis major
- Centropus viridis mindorensis
- Centropus viridis viridis

## Külső hivatkozások
- Képek az interneten a fajról
- Ibc.lynxeds.com - videók a fajról
- Xeno-canto.org - a faj hangja